# Amelia a Braziliei
Amelia a Braziliei (1 decembrie 1831, Paris – 4 februarie 1853, Funchal) a fost infantă a Portugaliei și prințesă a Braziliei.

## Primii ani și familie

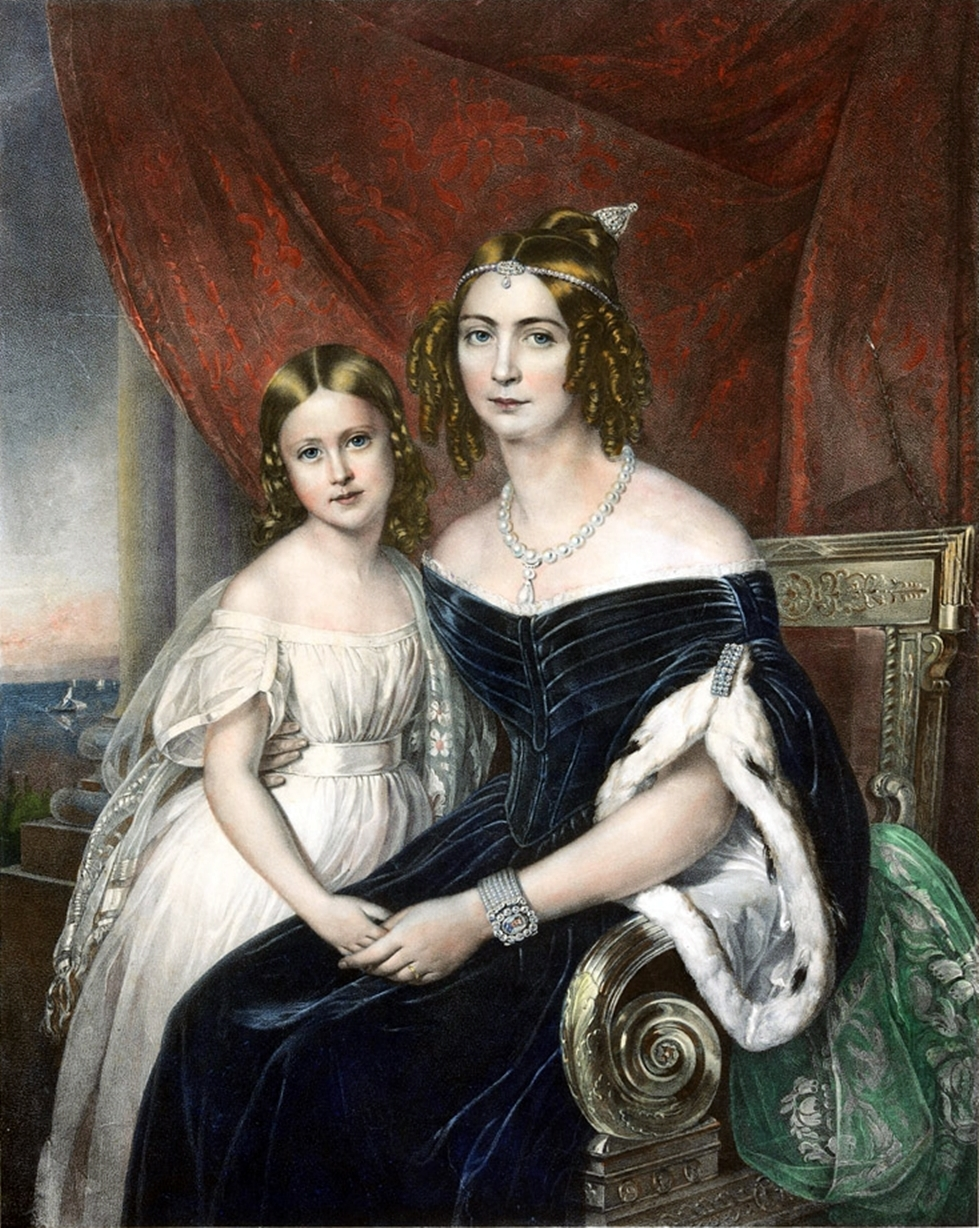
Prințesa Maria Amélia în jurul vârstei de 9 ani împreună cu mama sa, c.1840

Maria Amélia s-a născut la 1 decembrie 1831 la Paris, Franța. Tatăl ei a fost Pedro I, fost împărat al Brazilei și fiu al regelui Ioan al VI-lea al Portugaliei și a reginei Charlotte a Spaniei. Mama ei a fost a doua soție a lui Pedro, Ducesa Amélie de Leuchtenberg, fiica lui Eugène de Beauharnais și a Augustei de Bavaria, duce și ducesă de Leuchtenberg. A fost botezată Maria Amélia Augusta Eugênia Josefina Luísa Teodolinda Elói Francisco Xavier de Paula Gabriela Rafaela Gonzaga. Nașii au fost regele francez Ludovic-Filip și soția sa Maria Amalia a celor Două Sicilii.
Pedro era încântat de noul copil și a trimis o scrisoare datată 4 decembrie celorlalți copii din prima căsătorie, care au rămas în Brazilia spunându-le noua veste: "Providența divină a vrut să diminueze durerea pe care inima mea paternă o simte la separarea de Majestățile Vostre Imperiale dăruindu-mi încă o fiică iar pentru voi încă o soră[...]".
Când Maria Amélia avea doar 20 de zile, tatăl ei a invadat Portugalia ca șef al armatei. Timp de aproape doi ani ea a trăit la Paris împreună cu mama ei și sora vitregă Maria. Când a sosit vestea că Lisabona, capitala portugheză a căzut în fața forțelor lui Pedro, Amélie de Leuchtenberg a plecat din Paris spre Portugalia. Ele au ajuns la Lisabona la 22 septembrie 1833.
Cum fostul rege al Portugaliei a plecat în exil, Maria Amélia și familia ei s-au stabilit în Portugalia. La început au locuit la Palatul Ramalhão iar mai târziu la Palatul Regal Queluz situat în apropierea Lisabonei. Cu toate acestea, conflictul și-a pus amprenta asupra sănătății tatălui ei, care s-a îmbolnăvit de tuberculoză. Pedro, Duce de Braganza a stabilit o relație foarte strânsă cu fiica sa; amândoi s-au adorat unul pe altul. Ducele de Braganza a murit când Maria Amélia încă nu împlinise trei ani.
Văduva Amélie nu s-a recăsătorit niciodată și și-a petrecut timpul având grijă de fiica ei. Amândouă au continuat să locuiască în Portugalia în ciuda faptului că nu făceau parte din familia regală. Nici una dintre ele nu a călătorit vreodată în Brazilia, deși Amélie a încercat fără succes să ceară guvernului brazilian să recunoască faptul că mama și fiica erau membri ai familiei imperiale braziliene și, astfel, aveau dreptul la un venit. Guvernul brazilian a refuzat timp de mai mulți ani să o recunoască pe Maria Amelia ca pe o prințesă braziliană. Această situație se va schimba numai după ce Pedro al II-lea a fost declarat major în 1840. Recunoașterea acesteia a avut loc la 5 iulie 1841.

## Ultimii ani

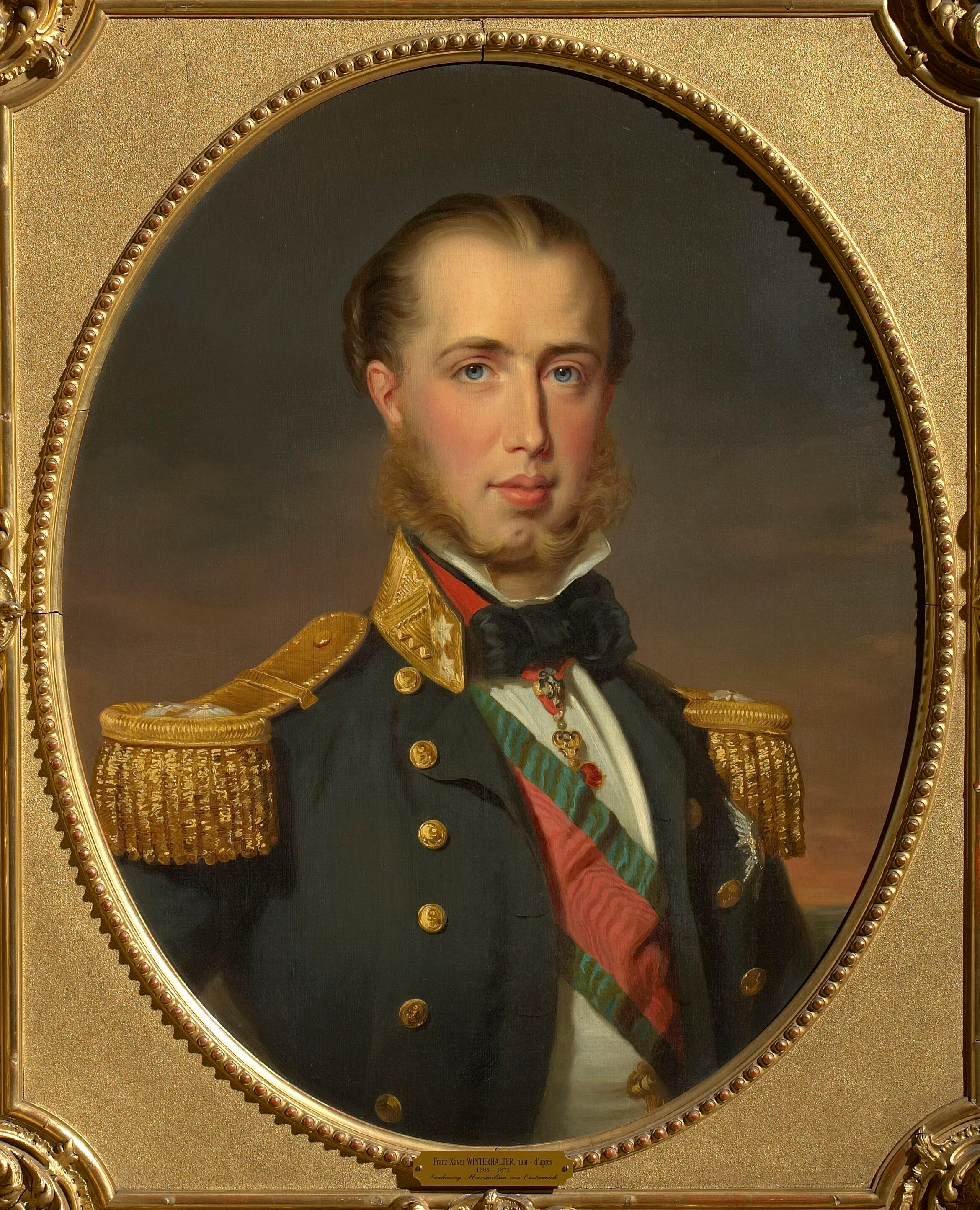
Arhiducele Maximilian care mai târziu a devenit împărat al Mexicului și a avut un sfârșit tragic.

Maria Amélia a devenit o tânără atrăgătoare. Descrisă ca fiind bună, religioasă și foarte inteligentă Prințesa a primit o educație rafinată. Îi plăcea să deseneze, să picteze și să cânte la pian.. De asemenea, Maria Amélia iubea poezia. Vorbea fluent portugheza, franceza și germana.
La începutul anului 1852, arhiducele austriac Maximilian, care atunci servea în marina austriacă, s-a oprit în Portugalia pentru a le vizita pe Amélie și Maria Amélia. Prințesa îl întâlnise deja la o reuniune de familie la Munchen în 1838. Mama lui Maximilian era sora vitregă a bunicii materne a Mariei Amélia și amândouă aparțineau de casa germană de Wittelsbach. De asemenea, arhiducele era rudă și cu frații vitregi ai Mariei Amélia deoarece tatăl său era fratele mai mic al împărătesei Leopoldina. Maria Amélia și Maximilia s-au îndrăgostit unul de altul și s-au logodit. Totuși, logodna n-a fost declarată niciodată oficial din cauza decesului prematul al Mariei Amélia.
În februarie 1852, Maria Amélia s-a îmbolnăvit de scarlatină. Cum lunile au trecut iar ea nu s-a vindecat, a fost afectată de o tuse insistentă - începutul unei tuberculoze.
La 26 august, Prințesa a plecat de la Palatul Regal din Caxias, unde locuia, și a călătorit la Madeira. Clima insulei avea o bună reputație pentru tuberculoză iar Maria Amélia nota: "febra dispare ca prin minune, spun ei!"
Maria Amélia și mama ei, care a însoțit-o, au debarcat la 31 august la Funchal, capitala Madeirei. Prințesei i-a plăcut foarte mult insula și i-a spus mamei sale: "Dacă într-o zi îmi voi recăpăta sănătatea, nu-i așa că vom sta multă vreme pe această insulă? Vom face excursii în munți, vom găsi cărări noi, așa cum am făcut la Stein." Însă sănătatea ei era din ce în ce mai precară. La 4 februarie, la puțin timp după miezul nopții, un preot a împărtășit-o; Prințesa a murit în aceeași dimineață în jurul orei 4.
Corpul prințesei a rămas în capelă până a fost dus înapoi în Portugalia la 7 mai 1853. La 12 mai cortegiul a debarcat la Lisabona și au urmat funeralii grandioase. A fost înmormântată lângă tatăl ei.